# Rothenhausen TG
| TG ist das Kürzel für den Kanton Thurgau in der Schweiz. Es wird verwendet, um Verwechslungen mit anderen Einträgen des Namens Rothenhausen zu vermeiden. |

Rothenhausen ist eine Ortschaft der Gemeinde Bussnang im Bezirk Weinfelden des Kantons Thurgau in der Schweiz.

## Geographie
Rothenhausen umfasst das an der Landstrasse Weinfelden–Wil (SG) südlich der Thur gelegene Dorf Rothenhausen, den benachbarten Weiler Puppikon sowie Thurrain an dem seit römischer Zeit bestehenden Thurübergang.

## Geschichte
Rotenhuson wurde 857 erstmals urkundlich erwähnt.  Im Frühmittelalter besass hier das Kloster St. Gallen Güter und Rechte. Dorf und Weiler gehörten bis 1435 den Freiherren von Bussnang, danach unterstand Rothenhausen dem Niedergericht Bussnang-Rothenhausen und teilte bis 1798 das Schicksal der Herrschaft Weinfelden.
Puppikon wurde 838 urkundlich ersterwähnt. Puppikon gehörte bis 1798 teils zur Herrschaft Bürglen mit dem Niedergericht Mettlen, teils zu Weinfelden und teils zum Freigericht Thurlinden. 1474 erhielt das Dorf eine Offnung.
Rothenhausen war stets nach Bussnang pfarrgenössig.
In der frühen Neuzeit wurde hauptsächlich Getreide im Dreizelgensystem angebaut und etwas Rebbau, ab Mitte des 19. Jahrhunderts zunehmend Vieh- und Milchwirtschaft sowie Obstbau betrieben. 1865 wurde eine Käserei eingerichtet. 1921 erfolgte die Melioration des Rieds und 1941 bis 1945 eine Güterzusammenlegung. 1966 wurden ein Zonenplan und ein Baureglement erstellt. Im 20. Jahrhundert entstanden kleinere Strickwarenfabriken.
Die Ortsgemeinde Rothenhausen gehörte von 1803 bis 1995 zur Munizipalgemeinde Bussnang. Am 1. Januar 1996 fusionierte die Ortsgemeinde Rothenhausen im Rahmen der Thurgauer Gemeindereform zur politischen Gemeinde Bussnang.

## Wappen

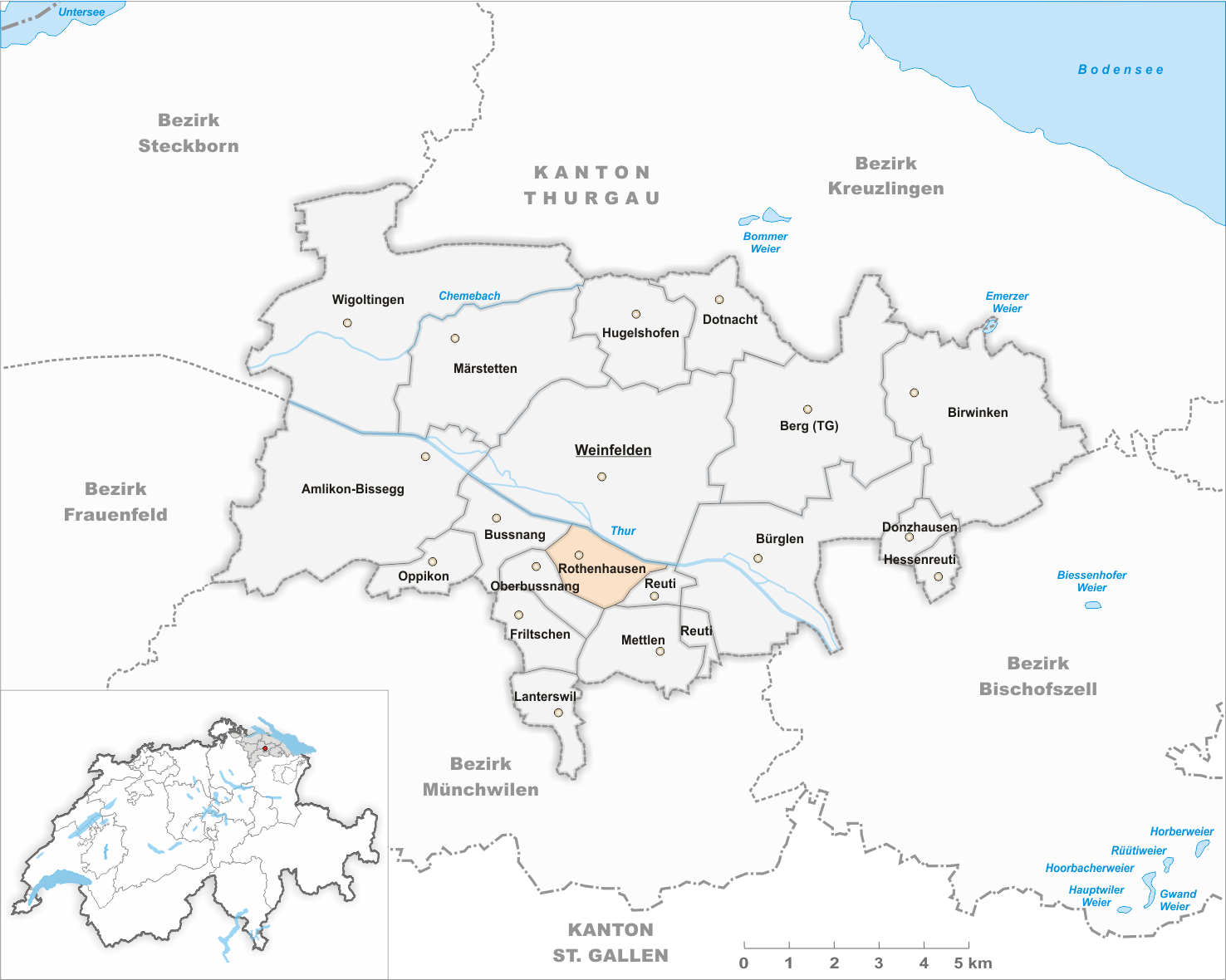
Gemeindestand vor der Fusion im Jahr 1996

Blasonierung: In Blau ein aufrecht schreitender gelber Bär.
Der Bär ist das Wappentier St. Gallens, die Farben sind die der Herren von Griesenberg, einem Zweig der Freiherren von Bussnang.

## Bevölkerung
| Jahr         | 1850  | 1900  | 1950  | 1990  | 2000  | 2010  | 2018  | 2023   |
| Ortsgemeinde | 238   | 268   | 303   | 317   |       |       |       |        |
| Ortschaft    |       |       |       |       | 331   | 409   | 517   | 539    |
| Quelle       | [ 3 ] | [ 3 ] | [ 3 ] | [ 3 ] | [ 8 ] | [ 9 ] | [ 2 ] | [ 10 ] |

Von den insgesamt 539 Einwohnern der Ortschaft Rothenhausen am 31. Dezember 2023 waren 97 bzw. 18,0 % ausländische Staatsbürger. 224 (41,6 %) waren evangelisch-reformiert und 95 (17,6 %) römisch-katholisch.

## Bilder

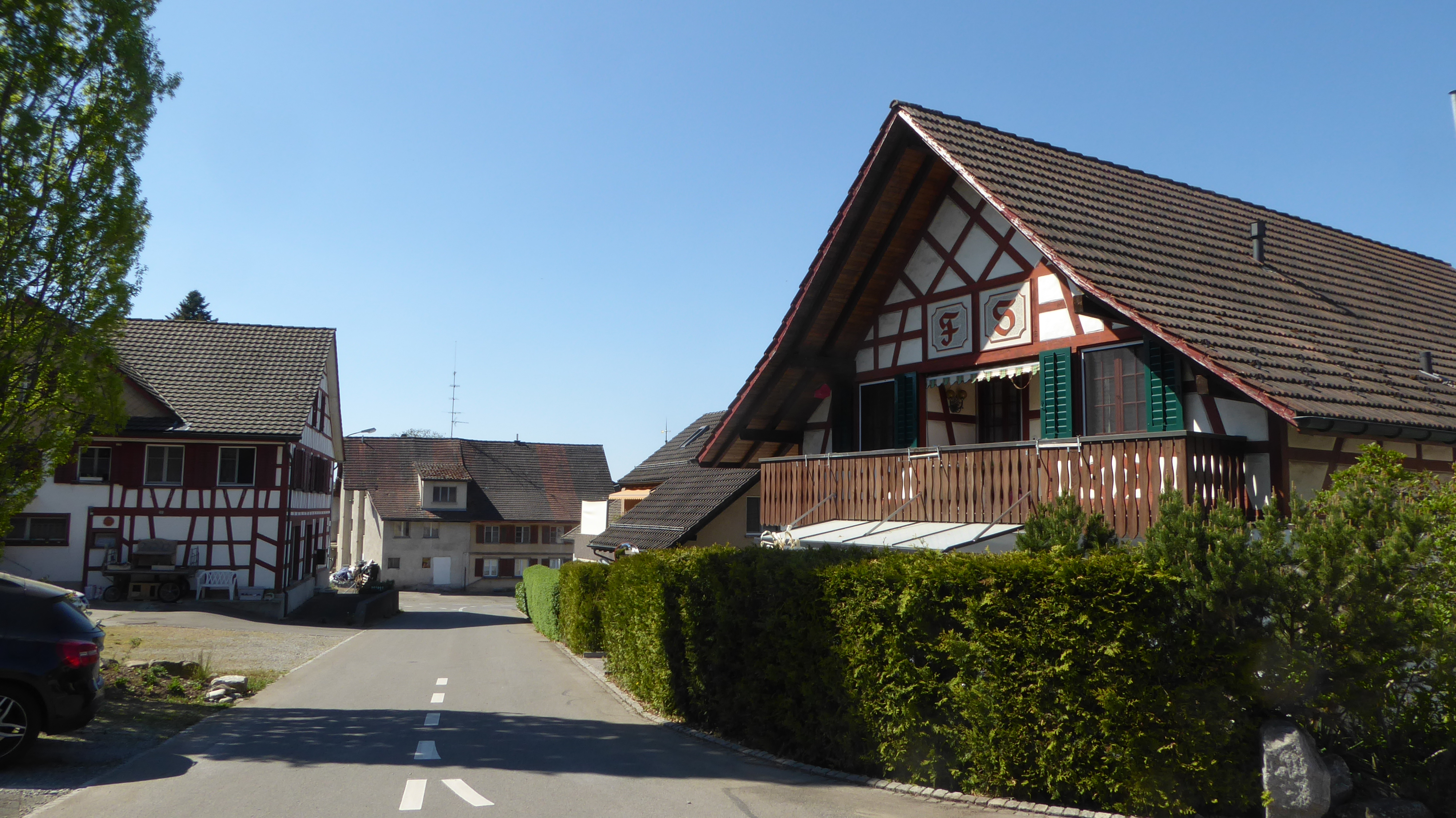
Rothenhausen
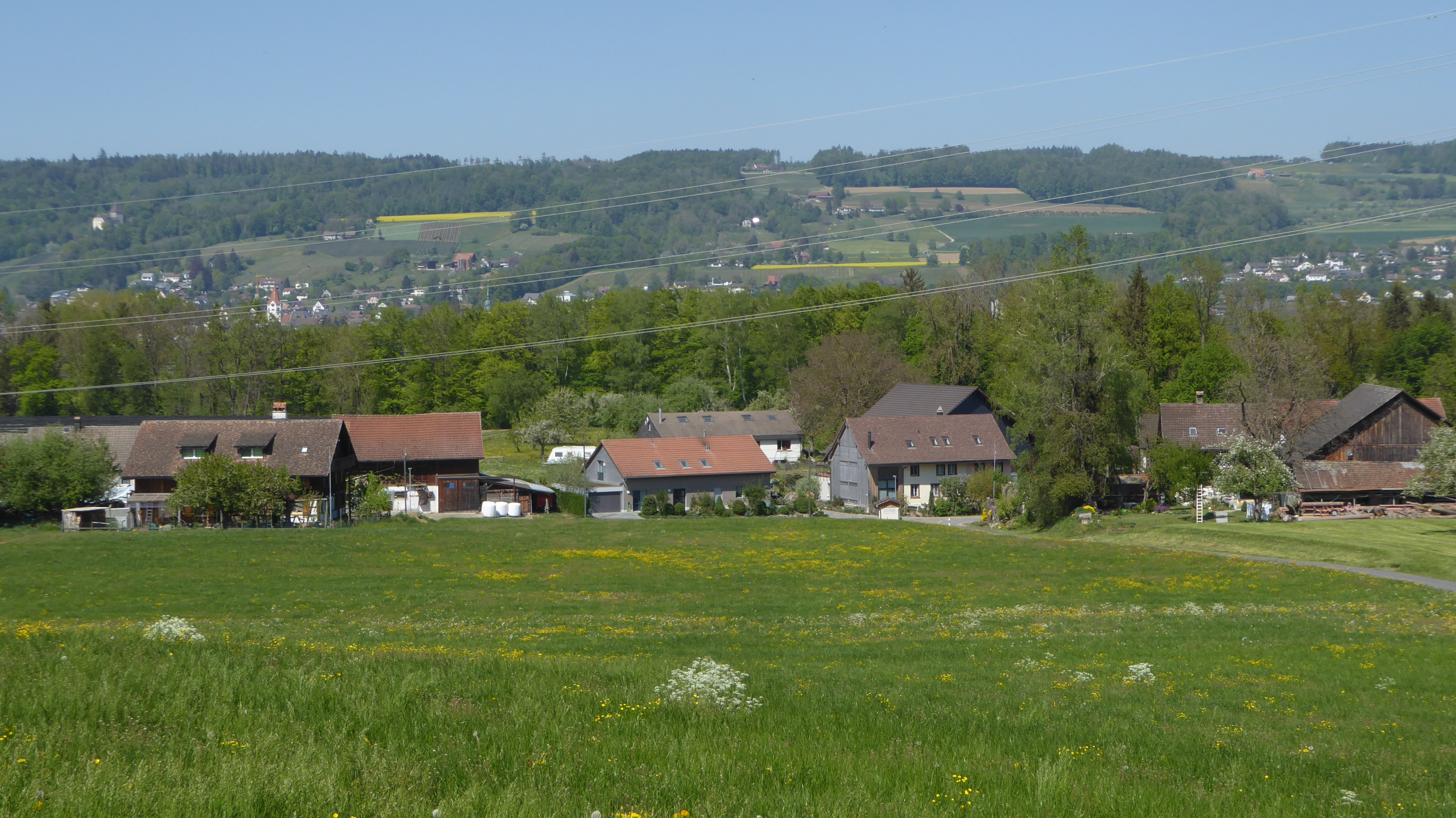
Puppikon von Süden
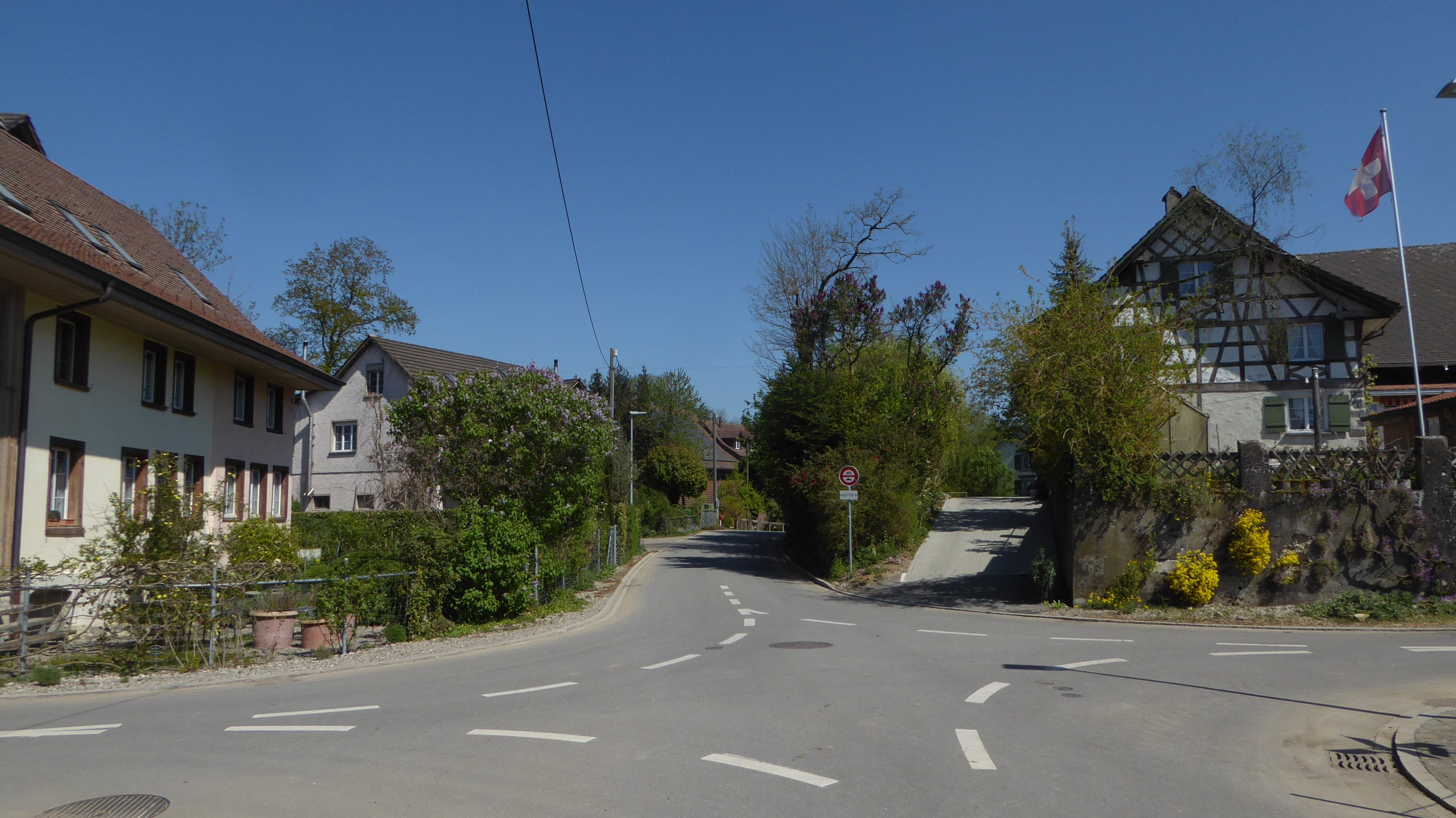
Puppikon